# Comité Olímpico de la República Popular Democrática de Corea
El Comité Olímpico de la República Popular Democrática de Corea (en coreano: 조선민주주의인민공화국 올림픽 위원회; código del COI: PRK) es el comité olímpico nacional que representa a Corea del Norte, que compite con el nombre oficial, República Popular Democrática de Corea.
Es miembro del Consejo Olímpico de Asia, y de la Asociación de Comités Olímpicos Nacionales. Su sede se encuentra en la calle Kwangbok, Kumsong-dong, distrito de Mangyongdae, Pionyang. Su presidente es Kim Il-guk, el vicepresidente Chang Ung y el secretario general Son Kwang-ho.

## Historia
Antes de la Guerra de Corea, el Comité Olímpico Internacional (COI) reconoció un solo comité olímpico nacional de Corea (CON) que representaba tanto a Corea del Norte como a Corea del Sur, con sede en Seúl. Después de la guerra, Corea del Norte mostró su insatisfacción con este arreglo y solicitó reiteradamente la creación de un CON norcoreano. El COI declinó estos alegatos sobre la base de que solo podría haber un CON por país.
Independientemente de la falta de reconocimiento, el Comité Olímpico de la República Popular Democrática de Corea fue fundado en 1953 y se postuló para unirse al COI en junio de 1956.
En la sesión de 1957 del COI, el Comité Olímpico de la Unión Soviética solicitó al COI que reconociera provisionalmente al CON norcoreano con el argumento de que el NOC de Alemania Oriental había sido admitido junto con el Comité Olímpico de Alemania Occidental. El reconocimiento debía hacerse bajo la condición de que los dos CON coreanos acordarían enviar un equipo unificado a los Juegos Olímpicos de Verano de 1960 en Roma, pero los planes fracasaron debido a la oposición del Comité Olímpico Coreano del Sur. El asunto de un equipo unificado fue debatido en las siguientes sesiones, y cabildeado por los CON nacionales búlgaro y rumano, y en 1962 el COI finalmente confirió el reconocimiento provisional al CON norcoreano.
Conversaciones sobre un equipo unificado continuaron en 1963, pero estas fracasaron después de que los CON solo pudieran ponerse de acuerdo sobre la bandera, que consistiría en la palabra "Corea" bajo los anillos olímpicos.
Entre 1985 y 1988, los comités coreanos negociaron sobre la organización conjunta de los Juegos Olímpicos de verano de 1988. Las negociaciones fracasaron y Corea del Norte boicoteó los Juegos celebrados en Seúl.
El 15 de enero de 2018, el Ministro de Cultura, Deporte y Turismo de Corea del Sur, Do Jong Hwan, anunció que el gobierno estaba analizando la posibilidad de que las dos Coreas marchen juntas en la ceremonia de inauguración de los Juegos Olímpicos de Pyeongchang 2018 bajo la bandera de la unificación. Al mismo tiempo, el Comité Olímpico Internacional estaba analizando la posibilidad de crear un equipo de hockey femenino unificado coreano. Finalmente, el 17 de enero se anunció la formación de un equipo unificado de hockey femenino y que ambas delegaciones marcharan juntas en la inauguración y clausura de los Juegos.

## Entidades
Los siguientes organismos nacionales tienen membresía en el Comité:
- Federación de Atletismo de Corea del Norte[13]
- Federación de Boxeo de Corea del Norte[13]
- Federación de Natación de Corea del Norte[13]
- Federación de Lucha de Corea del Norte[13]
- Asociación de Bádminton de Corea del Norte[13]
- Asociación de Fútbol de Corea del Norte[13]
- Federación de Gimnasia de Corea del Norte[13]
- Federación de Hockey de Corea del Norte[13]
- Federación de Judo de Corea del Norte[13]
- Federación de Remo de Corea del Norte[13]
- Asociación de Tenis de Mesa de Corea del Norte[13]
- Asociación de Halterofilia de Corea del Norte[13]